# 예카테리나 가모바
예카테리나 알렉산드로브나 가모바(러시아어: Екатери́на Алекса́ндровна Га́мова, 1980년 10월 17일 ~ )는 러시아의 은퇴한 배구 선수로 포지션은 라이트이다. 여자 배구 사상 가장 위대한 선수 중 한 명으로 평가받으며 현역 시절에 터키 여자 프로 배구 리그 클럽인 페네르바흐체와 러시아 여자 배구 국가대표팀 소속으로 뛰었다.

## 수상 경력

### 단체 수상

#### 국가대표팀
- 러시아 여자 배구 국가대표팀 (1995-2016)
  - 올림픽
    -  준우승 (2회) : 2000, 2004

  - 세계선수권
    -  우승 (2회) : 2006, 2010

  - 월드컵
    -  준우승 (1회) : 1999

  - 월드그랑프리
    -  우승 (2회) : 1999, 2002
    -  준우승 (4회) : 2000, 2003, 2006, 2009
    -  3위 (1회) : 2001

  - 유럽선수권
    -  우승 (2회) : 1999, 2001
    -  3위 (2회) : 2005, 2007

#### 개인 클럽
- WVC 디나모 모스크바 (2003-2009)

- 페네르바흐체 아즈바뎀 (2009-2010)
  -  FIVB 여자 배구 클럽 세계 선수권
    -  우승 (1회) : 2010

  -  CEV 여자 배구 챔피언스리그
    -  준우승 (1회) : 2009-10

  - 터키 여자 배구 리그
    - 챔피언결정전
      -  우승 (1회) : 2009-10

    - 정규리그

  - 터키 여자 배구 컵
    -  우승 (1회) : 2009-10

  - 터키 여자 배구 수퍼컵
    -  우승 (2회) : 2009

- WVC 디나모 카잔 (2010-2016)
  -  FIVB 여자 배구 클럽 세계 선수권
    -  우승 (1회) : 2014

  -  CEV 여자 배구 챔피언스리그
    -  우승 (1회) : 2013-14

### 개인 수상

#### 국가대표팀
- 러시아 여자 배구 국가대표팀 (1995-2016)
  - 올림픽
    - 득점상 (1회) : 2004
    - 블로킹상 (1회) : 2004

  - 세계선수권
    - MVP (1회) : 2010

## 같이 보기
- 러시아 여자 배구 국가대표팀